# Matěj Holec II. z Nemošic
Matěj Holec II. z Nemošic (před 1405 – 1451) byl český rytíř z rodu pánů z Nemošic, usedlý ve východních Čechách.

## Život
Narodil se někdy před rokem 1405 Matěji Holcovi z Nemošic, jeho bratrem byl husita Jan Holec na Náchodě.
Matěj Holec je poprvé zmiňován v zemských deskách k létům 1405 a 1406. V letech 1410–1423 je v listinách často uváděn jako svědek. Spolu s bratrem s aktivně účastnil politického života. V roce 1415 připojil svou pečeť na stížný list proti upálení mistra Jana Husa, který byl zaslán koncilu v Kostnici. Na rozdíl od svého bratra však patřil k umírněnějším a objevuje se především při formálních záležitostech – např. jako svědek při prodeji tvrze Přestavlky (1429–1436). Později se přiklonil na stranu císaře Zikmunda, který mu 17. května roku 1437 dal v ceně 300 kop grošů připsat ves Kanín, jež byla do husitské doby vlastnictvím zbraslavského kláštera. Jako sídlo však pravděpodobně nadále používal tvrz v obci Nemošice u Pardubic. Dále vlastnil také Týnec a Lhotu, roku 1412 spolu s Janem také Rovné. Pravděpodobně vlastnil také Vlčnov a roku 1433 držel hrad Rabštejnek. 10. září 1436 byl svědkem převodu majetku Jana Kavalce z Lipoltic.  V roce 1440 se v Praze zúčastnil lednového sjezdu a téhož roku se zavázal dodržovat zemský mír. Další písemné zmínky o něm chybí.
V listině z roku 1451 při převodu statku Vinary je jako svědek uváděn jistý Matěj. Zda jde o Matěje Holce II. z Nemošice se zatím nepodařilo potvrdit.

## Potomci
V roce 1454 je zmiňován jeho syn Jindřich. Další pravděpodobný potomek Jan Holec z Nemošic byl v letech 1547–1555 hejtmanem Pardubického kraje.

## Erb
Užíval kulatou znakovou pečeť s latinskou formou jména a zkomoleným přídomkem MATHIE DE NEDOSCHICZ. V erbu je helm se dvěma rybami, shodný s erby východočeských pánů z Mnětic, z Orla a Řestok, žijícími rovněž na Pardubicku. 